# Politijagt
Politijagt er et dansk tv-program, som sendes på Kanal 5 og er produceret af Metronome Productions. Serien omhandler det danske færdselspolitis arbejde, og er en af de længste sendte danske tv-pogrammer, som rundede sæson 30 i 2024.
I serien medvirker bl.a. politibetjent Vlado Kobas Lentz. Vlado har været færdselsbetjent siden 1985.